# Voduce
Voduce so naselje v Občini Šentjur.